# Apache Forrest
Az Apache Forrest egy webes publikációs keretrendszer, mely az Apache Cocoon-on alapul. Ez egy XML publikációs keretrendszer, amely többféle típusú adatfájlt megenged bemenetként, úgy mint számos népszerű szövegszerkesztő és táblázatkezelő fájljait éppúgy, mint a két elterjedtebb wiki nyelvjárást. A további formátumok támogatásához elérhetők
beépülő modulok, mind bemenetként, mind kimenetként (pl. PDF).
A Forrest nem egy tartalomkezelő rendszer (CMS), mivel hiányzik a CMS teljes munkafolyamat és adminisztrációs funkciói. Elsődlegesen ott lehet jól használni, ahol a különböző forrásokból kell előállítani tartalmakat integráción, aggregáción keresztül egy egységes formátumban, úgy hogy az emberi felhasználásra alkalmas legyen.

## Külső hivatkozások
- Apache Forrest website